# كويور دي أليني (أيداهو)
كَرْدَلِين (Coeur d'Alene) مدينة في ولاية أيدهة الأمريكية، وهي على الشرق من سبوكان في ولاية واشنطن، ويسكنها 54٬628 إنسان. وقد سميت المدينة باسم قبيلة كردلين وهم من بَلَدِيِّي الأمريكان.
اسم المدينة فرنسي يعني قلب المخرز، أطلقه تجار الفرو الفرنسيين على هذه المنطقة نسبة إلى السكان الأصليين الذين كانوا يسمون شعوب قلب المخرز.

## التركيبة السكانية
قام مكتب تعداد الولايات المتحدة بتحديد بيانات التركيبة السكانية لكويور دي أليني في تعداد الولايات المتحدة. في ما يلي، التركيبة السكانية حسب تعدادي 2000 و2010.

### تعداد عام 2000
بلغ عدد سكان كويور دي أليني 34,514 نسمة بحسب تعداد عام 2000، وبلغ عدد الأسر 13,985 أسرة وعدد العائلات 8,852 عائلة مقيمة في المدينة. في حين سجلت الكثافة السكانية 2,629/ميل2 (1,014.9/كم2). وبلغ عدد الوحدات السكنية 14,929 وحدة بمتوسط كثافة قدره 1,137/ميل2 (439.0/كم2).
وتوزع التركيب العرقي للمدينة بنسبة.
بلغ عدد الأسر 13,985 أسرة كانت نسبة 31.7% منها لديها أطفال تحت سن الثامنة عشر تعيش معهم، وبلغت نسبة الأزواج القاطنين مع بعضهم البعض 47.7% من أصل المجموع الكلي للأسر، ونسبة 11.5% من الأسر كان لديها معيلات من الإناث دون وجود شريك، وكانت نسبة 36.7% من غير العائلات. وبلغ متوسط حجم الأسرة المعيشية 2.93، أما متوسط حجم العائلات فبلغ 2.39.
يوجد لكل 100 أنثى 93.7 ذكر، ويوجد لكل 100 أنثى في الثامنة عشر من عمرها فما فوق 89.3 ذكر.
بلغ متوسط دخل الأسرة في المدينة 33,001 دولار، أما متوسط دخل العائلة فبلغ 39,491 دولار. وكان متوسط دخل الذكور 31,915 دولار مقابل 21,092 دولار للإناث. وسجل دخل الفرد الخاص بالمدينة 17,454 دولار. وكانت نسبة 9.3% من العائلات ونسبة 12.8% من السكان تحت خط الفقر، وكان من هؤلاء نسبة 13.5% تحت سن الثامنة عشر ونسبة 8.1% في الخامسة والستين من العمر وما فوق.

### تعداد عام 2010
بلغ عدد سكان كويور دي أليني 44,137 نسمة بحسب تعداد عام 2010، وبلغ عدد الأسر 18,395 أسرة وعدد العائلات 10,813 عائلة مقيمة في المدينة. في حين سجلت الكثافة السكانية 2,834.7 نسمة لكل ميل مربع (1,094.5/كم2). وبلغ عدد الوحدات السكنية 20,219 وحدة بمتوسط كثافة قدره 1,298.6 لكل ميل مربع (501.4/كم2).
وتوزع التركيب العرقي للمدينة بنسبة 93.8% من البيض و1.2% من الأمريكيين الأصليين و0.8% من الأمريكيين ذوي الأصول الآسيوية و0.1% من سكان جزر المحيط الهادئ و0.4% من الأمريكيين الأفارقة و2.8% من عرقين مختلطين أو أكثر.
بلغ عدد الأسر 18,395 أسرة كانت نسبة 29.9% منها لديها أطفال تحت سن الثامنة عشر تعيش معهم، وبلغت نسبة الأزواج القاطنين مع بعضهم البعض 42.2% من أصل المجموع الكلي للأسر، ونسبة 11.6% من الأسر كان لديها معيلات من الإناث دون وجود شريك، بينما كانت نسبة 5.0% من الأسر لديها معيلون من الذكور دون وجود شريكة وكانت نسبة 41.2% من غير العائلات. تألفت نسبة 31.4% من أصل جميع الأسر من أفراد ونسبة 12.1% كانوا يعيش معهم شخص وحيد يبلغ من العمر 65 عاماً فما فوق. وبلغ متوسط حجم الأسرة المعيشية 2.92، أما متوسط حجم العائلات فبلغ 2.33.
بلغ العمر الوسطي للسكان 35.4 عاماً. وكانت نسبة 22.9% من القاطنين تحت سن الثامنة عشر، وكانت نسبة 11.6% بين الثامنة عشر والأربعة وعشرون عاماً، ونسبة 26.7% كانت واقعةً في الفئة العمرية ما بين الخامسة والعشرين حتى الرابعة والأربعين عاماً، ونسبة 24% كانت ما بين الخامسة والأربعين حتى الرابعة والستين، ونسبة 14.6% كانت ضمن فئة الخامسة والستين عاماً فما فوق. وتوزع التركيب الجنسي للسكان بنسبة 48.6% ذكور و51.4% إناث.